# El Mollar
El Mollar är en ort i Argentina.   Den ligger i provinsen Tucumán, i den norra delen av landet, 1 100 km nordväst om huvudstaden Buenos Aires. El Mollar ligger 1 975 meter över havet och antalet invånare är 1 906.
Terrängen runt El Mollar är bergig söderut, men norrut är den kuperad. Runt El Mollar är det ganska glesbefolkat, med 36 invånare per kvadratkilometer.. Närmaste större samhälle är Tafí del Valle, 10,0 km norr om El Mollar.
Trakten runt El Mollar består i huvudsak av gräsmarker.